# Sacrifice (chanson d'Elton John)
Pour les articles homonymes, voir Sacrifice (homonymie).
Sacrifice est une chanson d'Elton John écrite par Bernie Taupin et interprétée par Elton. Elle sort en octobre 1989 sur l'album Sleeping with the Past, puis en single en 1990. Bernie Taupin a expliqué, lors de la sortie du single en 1990, que Sacrifice est « une chanson d’amour d’adultes, un amour difficile à gérer, un amour confronté au quotidien, à la routine et à tout ce à quoi l’amour chez les adultes doit faire face, notamment le temps qui file. C’est une chanson bien plus profonde que Your Song par exemple ». 
Ce titre se classera numéro 1 des ventes en France fin mai-début juin 1990 et se vendra à 450 000 exemplaires.

## Musiciens
- Elton John – Chant, Piano Digital Roland RD-1000
- Guy Babylon – Yamaha DX7
- Fred Mandel – Synthétiseur Roland Alpha Juno
- Davey Johnstone – Guitare électrique
- Romeo Williams – Basse
- Jonathan Moffett – Programmation Linn LM-1 (batterie électronique)

## Clip-Vidéo
Le clip vidéo suit les paroles de la chanson et montre un homme et une femme ayant des problèmes dans leur relation après leur mariage. Séparés, l'homme élève seul leur fille. Le clip, tourné à Los Angeles en 1989, a été réalisée par Alek Keshishian avec pour acteurs principaux Chris Isaak et Yasmeen Ghauri.

## Two Rooms: Celebrating the Songs of Elton John & Bernie Taupin
La chanteuse irlandaise Sinéad O'Connor a repris cette chanson sur l'album hommage Two Rooms: Celebrating the Songs of Elton John & Bernie Taupin en 1991.
- Sinéad O'Connor : Chant
- Lyndon Connah : Synthétiseur